# Ludwig Knorr

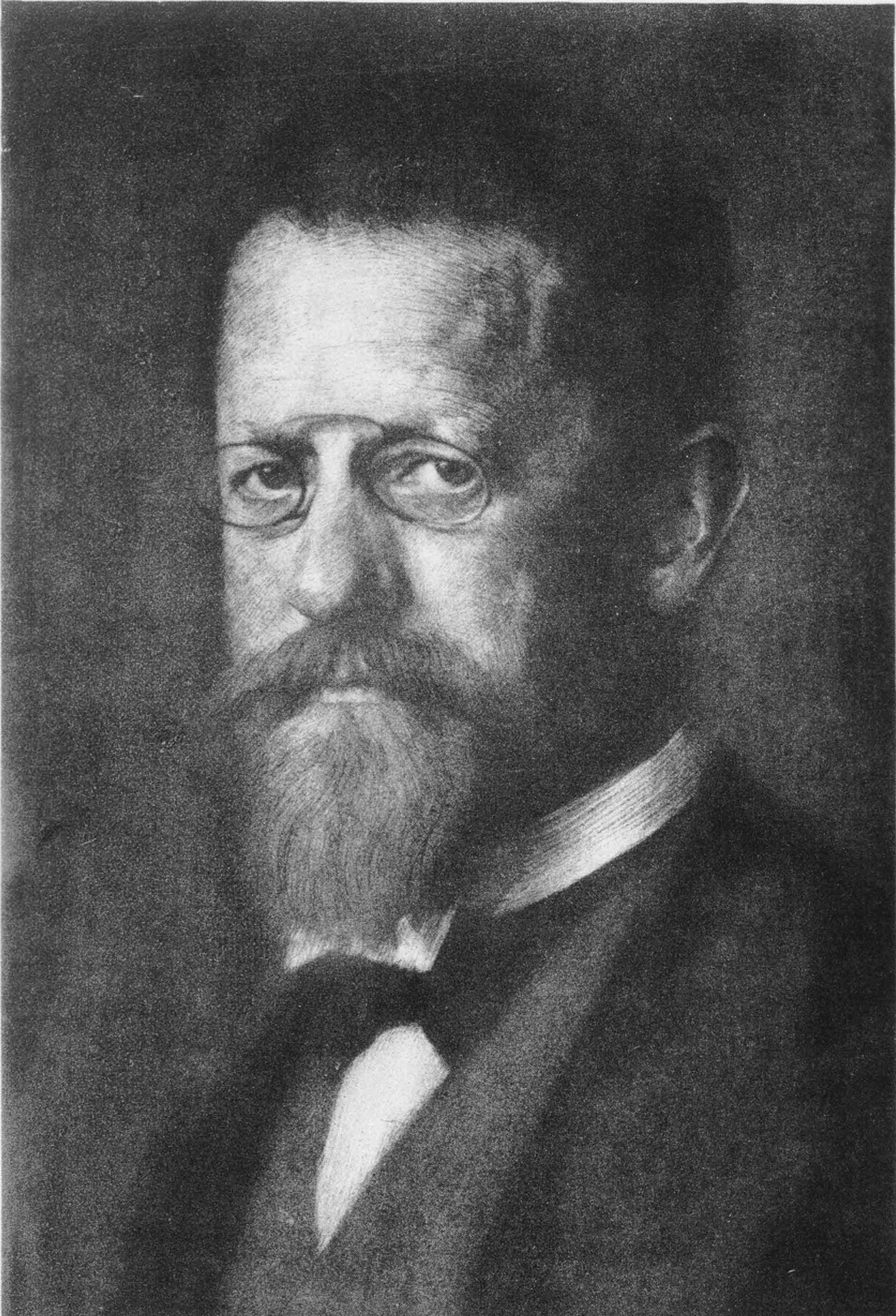
Foto uit ca. 1919

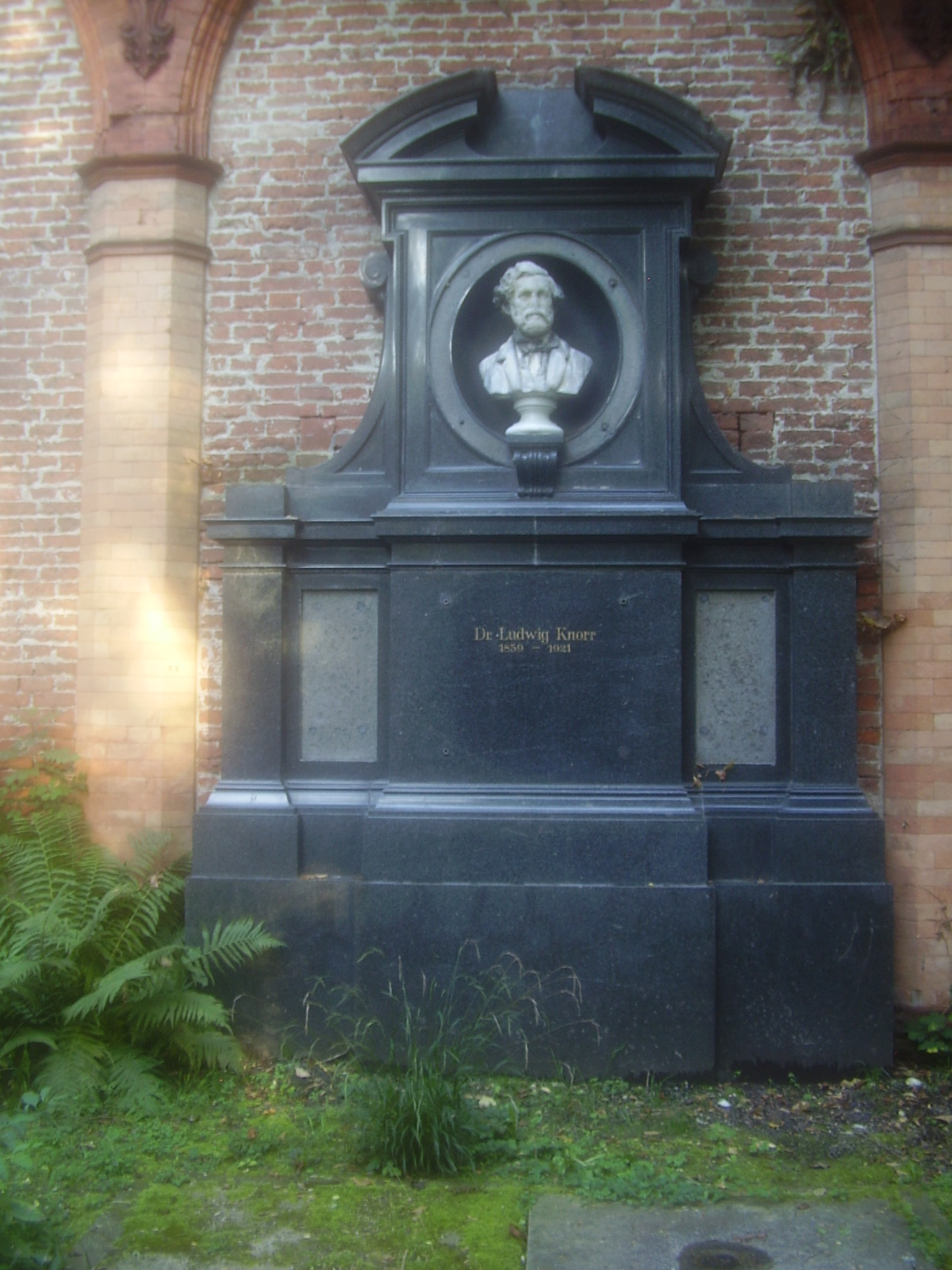
Graf van Ludwig Knorr

 Ludwig Knorr (München, 2 december 1859 – Jena, 4 juni 1921) was een Duits scheikundige. Hij ontdekte samen met Carl Paal de Paal-Knorr-synthese. Ook de Knorr-chinolinesynthese en de Knorrpyrroolsynthese zijn naar hem genoemd.